# Hans-Rudolf Meier
Hans-Rudolf Meier (ur. 1956 w Zurychu) – szwajcarski i niemiecki historyk sztuki, specjalista z zakresu ochrony zabytków; wykładowca akademicki, profesor Bauhaus-Universität w Weimarze; autor licznych publikacji.

## Życiorys
W 1988 ukończył licencjat z historii sztuki na Uniwersytecie w Bazylei. W 1992 obronił rozprawę doktorską, po czym otrzymał stanowisko starszego asystenta w Institut für Denkmalpflege der Architekturabteilung der ETH Zürich. Następnie brał udział w projekcie badawczym jako członek Istituto Svizzero w Rzymie.
Wykładowca na uniwersytetach w Bazylei, Bernie i Zurychu, jak i na ETH Zürich.
W 2000 obronił rozprawę habilitacyjną na Wydziale Filozoficzno-Historycznym Uniwersytetu w Bazylei, gdzie do 2007 pozostawał prywatnym decentem z zakresu nauki o sztuce.
Od 2003 profesor z zakresu ochrony zabytków i praktycznego badania nad budownictwem na Wydziale Architektury Uniwersytet Technicznego w Dreźnie, tam też dziekan ds. studenckich i koordynator studiów podyplomowych "Denkmalpflege und Stadtentwicklung, od 2006 dyrektor Institut für Baugeschichte, Architekturtheorie und Denkmalpflege IBAD.
Od stycznia 2008 profesor z zakresu ochrony zabytków i historii budownictwa na Wydziale Architektury Bauhaus-Universität w Weimarze. Od 2011 prorektor ds. naukowych.
Forschungen und Publikation zur Geschichte und Theorie der Denkmalpflege und zur Architektur- und Kunstgeschichte hauptsächlich des Mittelalters sowie zur Rezeptions- und Fachgeschichte.
Członek m.in. krajowych rad ochrony zabytków w krajach związkowych Turyngia i Saksonia-Anhalt. Członek komitetu ICOMOS oraz Komisji Historii Sztuki Środkowych Niemiec na Saksońskiej Akademii Nauk w Lipsku.